# افراین ریوس مونت
خوزه افراین ریوس مونت (به اسپانیایی: José Efraín Ríos Montt)؛ (زادهٔ ۱۶ ژوئن ۱۹۲۶ – درگذشته ۱ آوریل ۲۰۱۸) یک ژنرال و سیاست‌مدار اهل گواتمالا بود.
افراین ریوس مونت در ۱ آوریل ۲۰۱۸، در سن ۹۱ سالگی بر اثر سکته قلبی درگذشت.

## حمایت دولت پرزیدنت دونالد ریگان
طبق گزارش گروه دیده‌بان مطبوعات ملی (FAIR)، در شبکه MSNBC و در برنامه All In With Chris Hayes، میزبان برنامه اشاره می‌کند که ژنرال رایوس مونت کشتار نزدیک به ۲۰۰۰ نفر از بومیان گواتمالایی را نادیده گرفته‌است. این در حالی است که تعداد کشته شدگان به رقمی حدود ۲۰۰۰۰۰ نفر می‌رسد و از آن با عنوان نسل‌کشی گواتمالا یاد می‌شود. سپس هایس، میزبان برنامه، بخش از سخنان پرزیدنت دونالد ریگان را پخش می‌کند:
می‌دانم که پرزیدنت رایوس مونت مردی با شخصیتی بسیار باثبات و متعهد است. همچنین معتقدم او می‌خواهد کیفیت زندگی را برای تمام اهالی گواتمالا بهبود ببخشد و عدالت اجتماعی را ارتقا دهد. دولت من هر کاری که بتواند برای حمایت از تلاش‌های وی انجام خواهد داد.